# Henderson Waves
Hendersonovi valovi je armirano betonski most za pešce, ki prečka Hendersonovo cesto v Southern Ridges (Južnih grebenih) v Singapura. Most je eden od dveh mostov za pešce, ki sta del sprehajalne poti, ki povezuje južne grebene z goro Faber skupaj z Alexandra Archom, in je najvišji most za pešce v Singapuru. Ukrivljena lesena rebra, ki zasenčijo sonce, so ponoči osvetljena.

## Zgodovina
Načrti za dva nova mostova za pešce v Southern Ridges so bili prvič objavljeni leta 2002 kot del načrta organa za prenovo mest za izboljšanje edinstvenih lastnosti izbranih območij. Urad za urbano prenovo je razpisal natečaj za iskanje rešitev za oba mostova, pri čemer je bil projekt singapurskega arhitekturnega biroja RSP Architects Planners & Engineers in IJP Architects izbran kot načrt za most čez Henderson Road. Most je 10. maja 2008 odprl premier Lee Hsien Loong. Most je 36 m nad Henderson Road, zaradi česar je najvišji most za pešce v Singapuru, dolg je 274 m in širok 8 m. Julija je bil most v ožjem izboru za uvodne nagrade Svetovnega arhitekturnega festivala v kategoriji prometa.
Most je bil novembra 2014 v vzdrževalnih delih, medtem ko je ostal odprt za javnost.